# Flugunfall bei Namzew
Am 27. Dezember 1951 kam es zum Flugunfall bei Namzew, wobei alle 20 Insassen starben. Die eingesetzte Lissunow Li-2 der Aeroflot sollte einen innersowjetischen Linienflug von Jakutsk nach Wiljuisk fliegen.

## Flugzeug und Besatzung
Das Flugzeug war eine Lissunow Li-2 (Luftfahrzeugkennzeichen:CCCP-L4228, Werknummer: 18421601), die ab dem 12. Juni 1945 bis zum Unfall 4.429 Flugstunden absolviert hatte.
Die Besatzung bestand aus dem Flugkapitän Nikolai Andrejewitsch Schebanow, dem Ersten Offizier Wladimir Sotowitsch Kondratjew, dem Flugingenieur Serafim Danilowitsch Tschernow, dem Navigator Sergej Andrejewitsch Schilonosow, dem Funker Gennadi Andrejewitsch Morschtschinin und Wladimir Michailowitsch Fjodorow, einem Mitarbeiter der örtlichen Luftfahrtabteilung von Jakutsk.

## Verlauf
Die Li-2 hob um 3:55 Moskauer Zeit (MSK) ab. Der letzte Funkkontakt kam um 4:22 Uhr MSK zustande. Die Piloten meldeten eine Wolkenuntergrenze von 1.000 m, eine Sichtweite von 4 km und eine Temperatur von −30 °C. Die folgenden Funksprüche beantworteten sie nicht.
Um 4:26 Uhr MSK fiel auf 1.000 m Höhe erst das rechte und dann das linke Triebwerk aus. Dies lässt sich daraus schließen, dass die Piloten zunächst versuchten, den Propeller des rechten Triebwerks in Segelstellung zu bringen und einmotorig weiterzufliegen. Als das linke Triebwerk auch ausfiel, brachen sie ihre Versuche ab. Kapitän Schebanow sah daraufhin das waldlose, 2 km lange und 80–120 m breite Flussbett des Tarasas als einzige Landemöglichkeit, wobei er die dazu benötigten Berechnungen nicht bewerkstelligen konnte. Um das Flussbett im Gleitflug erreichen zu können, setzten die Piloten den Hebel für die Geschwindigkeitsregelung auf hohe Stufe. Fehlerhafterweise fuhren sie auch das Fahrwerk aus, das sie im letzten Moment versuchten wieder einzufahren. Letztendlich verlor die Maschine an Geschwindigkeit und rollte nach links, bis sie um 60° geneigt mit der linken Tragfläche ohne Vorwärtsgeschwindigkeit ca. 200 m vor dem Flussbett aufschlug. Das ausgebrannte Wrack wurde 90 km nördlich von Jakutsk nahe Namzew gefunden.

## Ursache
Es wurde festgestellt, dass die Triebwerke ausfielen, weil die Piloten den fast leeren hinteren linken Tank wählten, was sich am entsprechenden Schalter ablesen ließ. Es gab zwar keine Aufzeichnungen zur Menge, aber es befanden sich zur Zeit des Starts mindestens 1.217 kg Treibstoff an Bord. Nach Aussagen eines Flugingenieurs befanden sich zum Zeitpunkt der Übergabe an die Unfallbesatzung 150 kg Treibstoff im hinteren linken Tank. Danach wurden weitere 40 kg zur Überprüfung der Triebwerke entnommen.
Als die Triebwerke ausfielen, verhielten sich die Piloten chaotisch; sie fuhren das Fahrwerk aus und schalteten die Zündung für die Triebwerke nicht ab.
Als Unfallfaktor wurde angesehen, dass die erst neu gebildete Besatzung zum ersten Mal eine Li-2 flog, ohne vorher eine entsprechende Schulung mit Leistungsüberprüfung abgeschlossen zu haben. Außerdem wurde die mangelhafte Unterstützung für Kapitän Schebanow, für den der Unfallflug der allererste unbeaufsichtigte Flug nach einer 7-monatigen Pause war, seitens der Leitung der Luftfahrtabteilung Jakutsk kritisiert, obwohl diese viele Zwischenfälle zu verzeichnen hatte.